# Casa do Patrimônio
Casa do Patrimônio é uma edificação em Santana de Parnaíba. Localizada no Largo São Bento, 80, no Centro Histórico, foi construída no século XVIII, como parte do Mosteiro de Nossa Senhora do Desterro. Passou por um processo de restauração nos anos 2000.
É considerada de "relevante interesse arquitetônica" e foi tombada pelo CONDEPHAAT, em 1982. No Largo de São Bento, compõe uma sequência de três construções térreas --números 66, 72 e 80 -- com características similares: telhado de duas águas, beiral e cobertura de telha de capa, além de janelas e portas de madeira. São consideradas típicas casas rurais.